# Sokolniki-Parcela
Sokolniki-Parcela [pronunciación en polaco: /sɔkɔlˈniki parˈt͡sɛla/] es un pueblo ubicado en el distrito administrativo de Gmina Ozorków, dentro del condado de Zgierz, voivodato de Łódź, en el centro de Polonia.  Se encuentra aproximadamente a 5 kilómetros al este de Ozorków, a 16 kilómetros al norte de Zgierz, y a 24 kilómetros al norte de la capital regional, Łódź.